# Cattedrali nella Repubblica Dominicana
Questa è una lista delle cattedrali nella Repubblica Dominicana.

## Cattedrali cattoliche
| Cattedrale                                             | Arcidiocesi o Diocesi                                | Località                   | Dedicazione           | Immagine |
| ------------------------------------------------------ | ---------------------------------------------------- | -------------------------- | --------------------- | -------- |
| Cattedrale di Santa Maria dell'Incarnazione            | Arcidiocesi di Santo Domingo                         | Santo Domingo              | Vergine Maria         |          |
| Cattedrale di Nostra Signora della Regla               | Diocesi di Baní                                      | Baní                       | Vergine Maria         |          |
| Cattedrale di Nostra Signora del Rosario               | Diocesi di Barahona                                  | Santa Cruz de Barahona     | Madonna del Rosario   |          |
| Cattedrale di Nostra Signora di Altagracia             | Diocesi di Nuestra Señora de la Altagracia en Higüey | Higüey                     | Vergine Maria         |          |
| Cattedrale di San Giovanni Battista                    | Diocesi di San Juan de la Maguana                    | San Juan de la Maguana     | San Giovanni Battista |          |
| Cattedrale di San Pietro apostolo                      | Diocesi di San Pedro de Macorís                      | San Pedro de Macorís       | San Pietro apostolo   |          |
| Cattedrale di San Giacomo                              | Arcidiocesi di Santiago de los Caballeros            | Santiago de los Caballeros | San Giacomo           |          |
| Cattedrale dell'Immacolata Concezione di Maria Vergine | Diocesi di La Vega                                   | La Vega                    | Immacolata Concezione |          |
| Cattedrale della Santa Croce                           | Diocesi di Mao-Monte Cristi                          | Mao                        | Santa Croce           |          |
| Cattedrale di San Filippo apostolo                     | Diocesi di Puerto Plata                              | Puerto Plata               | San Filippo apostolo  |          |
| Cattedrale di Sant'Anna                                | Diocesi di San Francisco de Macorís                  | San Francisco de Macorís   | Sant'Anna             |          |

## Cattedrale anglicana
| Cattedrale               | Diocesi                             | Città         | Dedicazione |
| ------------------------ | ----------------------------------- | ------------- | ----------- |
| Cattedrale dell'Epifania | Diocesi della Repubblica Dominicana | Santo Domingo | Epifania    |